# Forest Lawn Memorial Park (Hollywood Hills)

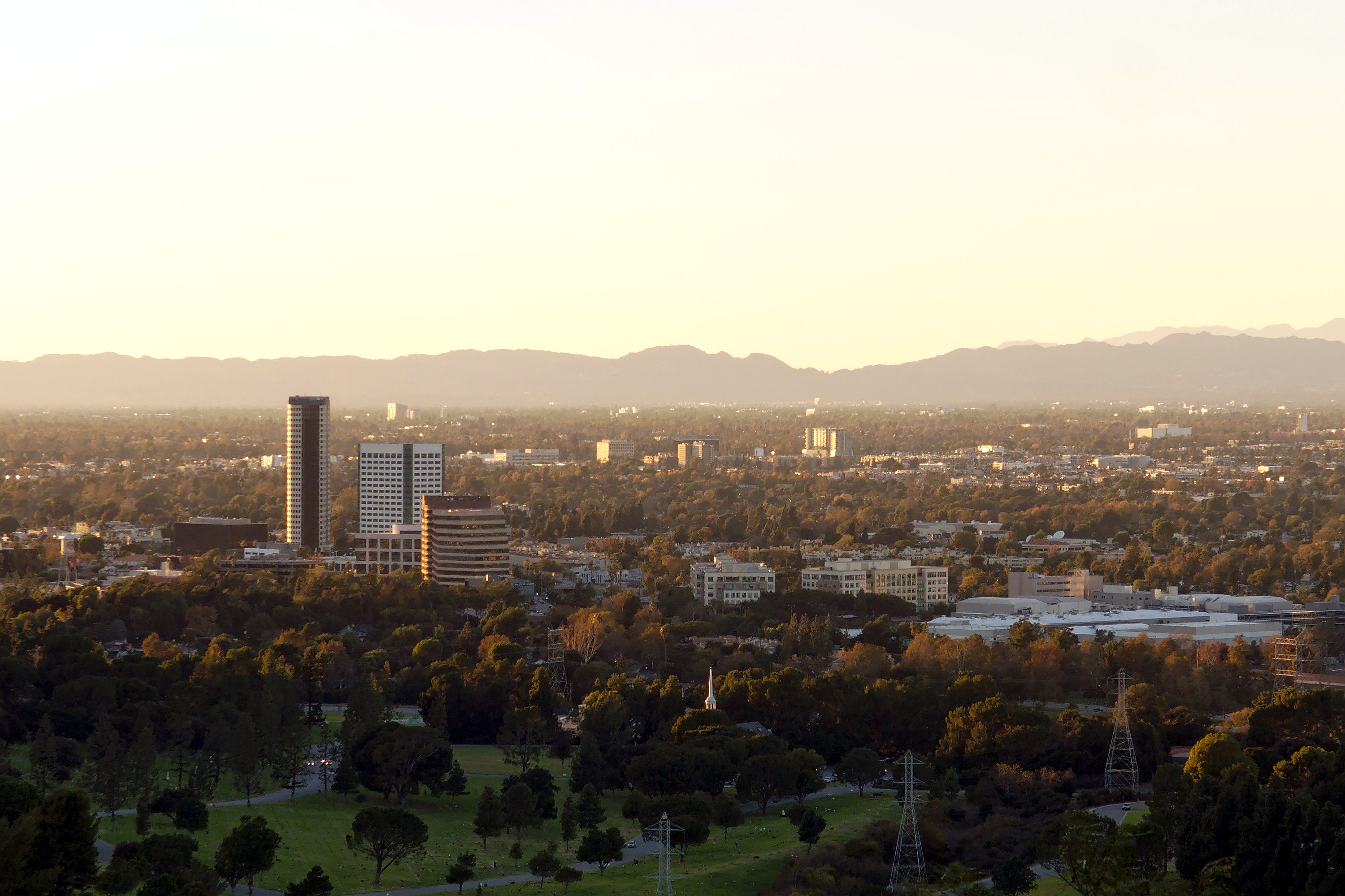
Vista da Griffith Park

Il Forest Lawn Memorial Park of Hollywood Hills è un cimitero privato che si trova nel quartiere di Hollywood Hills della città Los Angeles, in California. Fa parte della catena Forest Lawn, un gruppo di cimiteri della California del Sud.

## Caratteristiche
Chiamato anche cimitero delle colline di Hollywood, famoso per i vari personaggi del cinema e dello spettacolo sepolti al suo interno, si trova al 6300 di Forest Lawn Drive, presso Hollywood Hills.

## Personaggi sepolti

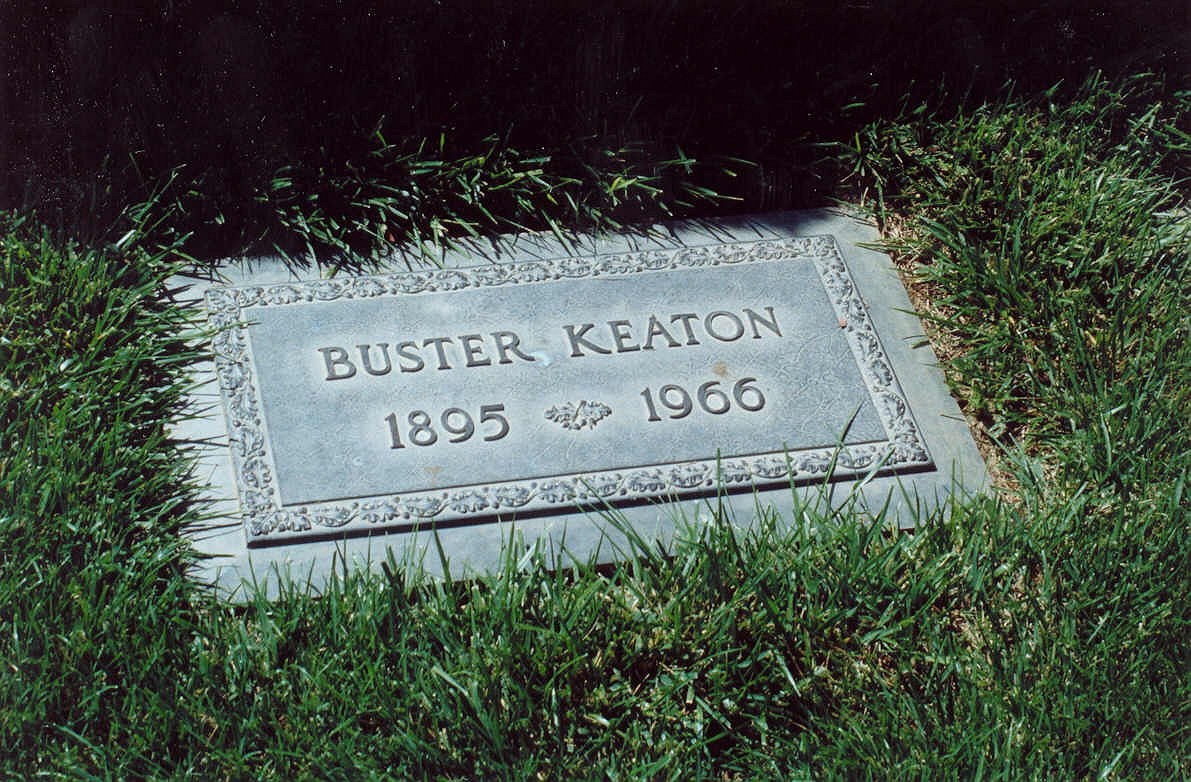
La tomba di Buster Keaton, Forest Lawn Memorial Park

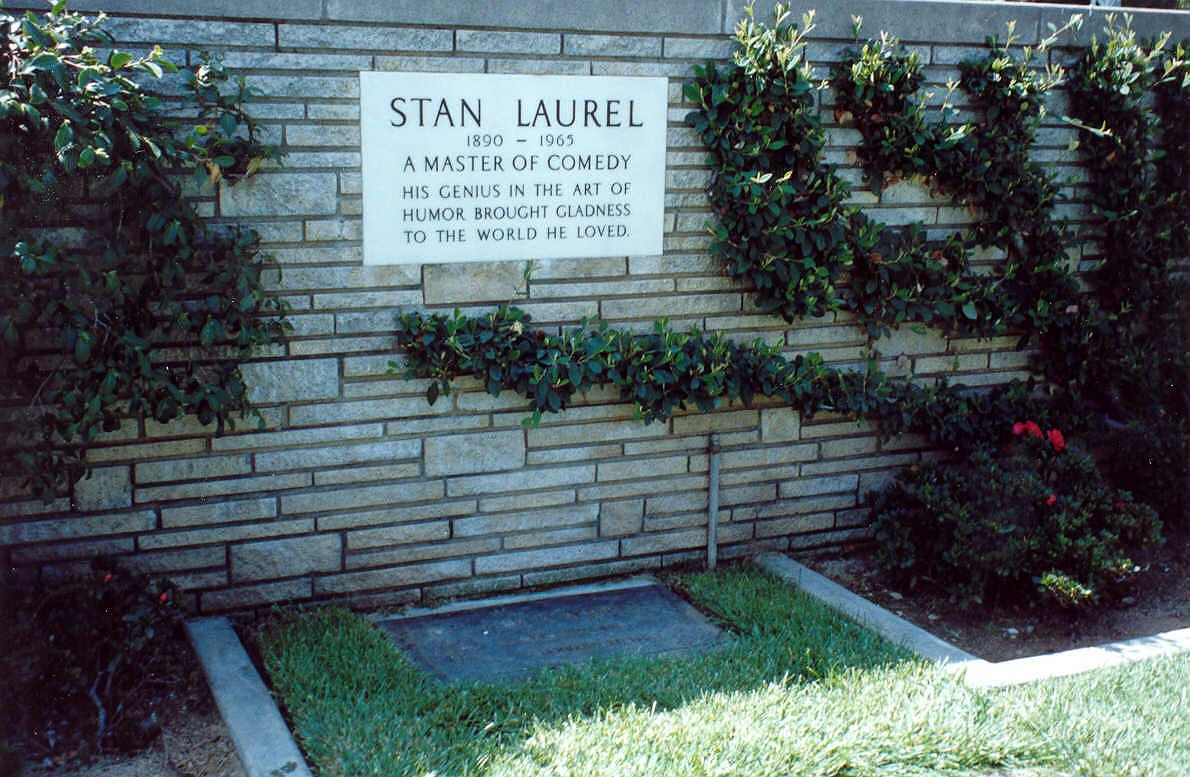
Tomba di Stanlio, Forest Lawn Memorial Park

Tra i personaggi famosi ivi sepolti:
- Harry Ackerman (1912 - 1991), produttore televisivo
- Rodolfo Acosta (1920 - 1974), attore messicano
- Edie Adams (1927 - 2008), attrice e cantante
- Iris Adrian (1912 - 1994), attrice e ballerina
- Philip Ahn (1905 - 1978), attore di origini coreane
- Harry Akst (1894 - 1963), cantautore
- Robert Aldrich (1918 - 1983), regista, sceneggiatore e produttore cinematografico
- Steve Allen (1921 - 2000), attore, personaggio televisivo e musicista
- Don Alvarado (1904 - 1967), attore e direttore di produzione
- Leon Ames (1902 - 1993), attore
- Carl David Anderson (1905 - 1991), fisico (vincitore del premio Nobel per la fisica 1936)
- Mignon Anderson (1892 - 1983), attrice
- Michael Ansara (1922 - 2013), attore di origini siriana
- Gene Autry (1907 - 1998), attore e cantante
- Patricia Avery (1902 - 1973), attrice
- Tex Avery (1908 - 1980), regista e animatore
- Lloyd Bacon (1889 - 1955), regista e attore
- Richard Bakalyan (1931 - 2015), attore
- Lucille Ball (1911 - 1989), attrice, comica, cantante, modella e produttrice televisiva
- Bob Barker (1923 - 2023), conduttore televisivo, attore e attivista
- Noah Beery, noto anche come Noah Beery junior (1913 - 1994), attore
- Noah Beery, noto anche come Noah Beery senior (1882 - 1946), attore
- Ralph Bellamy (1904 - 1991), attore
- Tom Bosley (1927 - 2010), attore
- Mary Brian (1906 - 2002), attrice
- Albert R. Broccoli (1909 - 1996), produttore cinematografico
- Edgar Buchanan (1903 - 1979), attore
- Godfrey Cambridge (1933 - 1976), attore
- Philip Carey (1925 - 2009), attore
- David Carradine (1936 - 2009), attore e artista marziale
- John Carroll (1906 - 1979), attore
- Michail Aleksandrovič Čechov (1891 - 1955), attore e insegnante russo
- Warren Christopher (1925 - 2011), politico e diplomatico
- Christopher Connelly (1941 - 1988), attore
- William Conrad (1920 - 1994), doppiatore, attore e regista
- Jerome Cowan (1897 - 1972), attore
- Bette Davis (1908 - 1989), attrice
- Brad Davis (1949 - 1991), attore e attivista
- Laraine Day (1920 - 2007), attrice
- André De Toth (1913 - 2002), regista, sceneggiatore e produttore cinematografico ungherese naturalizzato statunitense
- Sandra Dee (1942 - 2005), modella e attrice
- Frank De Kova (1910 - 1981), attore di origini italiane
- Reginald Denny (1891 - 1967), attore britannico
- Tamara De Treaux (1959 - 1990), attrice
- Frank De Vol (1911 - 1999), compositore di colonne sonore cinematografiche
- Ronnie James Dio (1942 - 2010), cantautore
- Edward Dmytryk (1908 - 1999), regista, montatore e produttore cinematografico
- Michael Clarke Duncan (1957 - 2012), attore
- Dan Duryea (1907 - 1968), attore
- Arthur Edeson (1891 - 1970), direttore della fotografia
- Marty Feldman (1934 - 1982), comico, attore, sceneggiatore, regista e attivista britannico
- Carrie Fisher (1956 - 2016), attrice, cabarettista, sceneggiatrice e scrittrice
- Robert Florey (1900 - 1979), sceneggiatore, regista e attore francese
- Mona Freeman (1926 - 2014), attrice
- Bobby Fuller (1942 - 1966), cantante e chitarrista
- Annette Funicello (1942 - 2013), attrice e cantante
- Reginald Gardiner (1903 - 1980), attore inglese
- Marvin Gaye (1939 - 1984), cantautore, produttore discografico e arrangiatore
- Andy Gibb (1958 - 1988), cantante britannico
- Barbara Hale (1922 - 2017), attrice
- Jon Hall (1915 - 1979), attore
- Thurston Hall (1882 - 1958), attore
- Ann Harding (1902 1981), attrice
- Neal Hefti (1922 - 2008), trombettista, compositore e arrangiatore di musica jazz
- Wanda Hendrix (1928 - 1981), attrice
- Nipsey Hussle (1985 - 2019), rapper, imprenditore e attivista
- Michael Hutchence (1960 - 1997), cantante e attore australiano
- Rex Ingram (1895 - 1969), attore
- Jill Ireland (1936 - 1990), attrice e ballerina britannica
- Ub Iwerks (1901 - 1971), animatore e fumettista
- Al Jarreau (1940 - 2017), cantante di jazz, rhythm and blues e soul
- Charles Jarrott (1927 - 2011), regista e attore britannico
- Allyn Joslyn (1901 - 1981), attore
- Bob Kane (1915 - 1998), fumettista e pittore
- Buster Keaton (1895 - 1966), attore, regista e sceneggiatore
- Ernie Kovacs (1919 - 1962), attore, comico e conduttore televisivo
- Lemmy Kilmister (1945 - 2015), cantante, musicista, compositore e attore britannico (fondatore e leader dei Motörhead)
- Otto Kruger (1885 - 1974), attore
- Michael Lah (1912 - 1995), animatore e regista
- Dorothy Lamour (1914 - 1996), attrice
- Fritz Lang (1890 - 1976), regista, sceneggiatore e scrittore austriaco naturalizzato statunitense
- Walter Lantz (1899 - 1994), regista e fumettista
- Charles Laughton (1899 - 1962), attore e regista britannico
- Stan Laurel (1890 - 1965), attore, comico, regista, sceneggiatore e produttore cinematografico britannico naturalizzato statunitense (lo Stanlio del duo comico Stanlio e Ollio)
- Arthur Lee (1945 - 2006), cantante e chitarrista
- Liberace (1919 - 1987), attore, pianista e personaggio televisivo di origini italo-polacco
- Julie London (1926 - 2000), attrice e cantante
- Louise Lorraine (1904 - 1981), attrice
- Jeffrey Lynn (1909 - 1995), attore
- Marjorie Main (1890 - 1975), attrice
- Richard Marquand (1937 - 1987), regista britannico
- Penny Marshall (1943 - 2018), attrice, regista e produttrice cinematografica
- Strother Martin (1919 - 1980), attore
- Ralph Meeker (1920 - 1988), attore
- Rafael Méndez (1906 - 1981), trombettista messicano
- Brittany Murphy (1977 - 2009), attrice e cantante
- Ricky Nelson (1940 - 1985), cantante di rock and roll e attore
- Donald O'Connor (1925 - 2003), attore, ballerino e cantante
- Orry-Kelly (1897 - 1964), costumista australiano naturalizzato statunitense
- Jean Parker (1915 - 2005), attrice
- Bill Paxton (1955 - 2017), attore, regista e produttore cinematografico
- Freddie Perren (1943 - 2004), compositore, paroliere e produttore discografico
- Matthew Perry (1969 - 2023), attore con cittadinanza canadese
- Brock Peters (1927 - 2005), attore, doppiatore e cantante
- Rich Piana (1970 - 2017), culturista, imprenditore e youtuber
- Snub Pollard (1889 - 1962), attore australiano naturalizzato statunitense
- Jeff Porcaro (1954 - 1992), batterista (gruppo musicale Toto)
- Mike Porcaro (1955 - 2015), bassista (gruppo musicale Toto)
- Freddie Prinze (1954 - 1977), comico e attore
- George Raft (1901 - 1980), attore
- Lillian Randolph (1898 - 1980), attrice, doppiatrice e cantante
- Debbie Reynolds (1932 - 2016), attrice, cantante e ballerina
- John Ritter (1948 - 2003), attore
- Naya Rivera (1987 - 2020), attrice e cantante
- Charley Rogers (1887 - 1956), attore, sceneggiatore e regista
- Miklós Rózsa (1907 - 1995), compositore ungherese di colonne sonore cinematografiche
- Sabu (1924 - 1963), attore indiano naturalizzato statunitense
- Boris Sagal (1923 - 1981), regista, sceneggiatore e produttore cinematografico di origini ucraina
- Isabel Sanford (1917 - 2004), attrice
- Telly Savalas (1922 - 1994), attore, cantante, regista e conduttore radiofonico
- Phillips Smalley (1865 - 1939), regista, attore e produttore cinematografico
- Ruth St. Denis (1879 - 1968), ballerina e coreografa
- Jack Starrett (1936 - 1989), attore e regista
- Rod Steiger (1925 - 2002), attore
- George Stevens (1904 - 1975), regista, sceneggiatore, produttore cinematografico, attore teatrale e direttore della fotografia
- Glenn Strange (1899 - 1973), attore
- William Talman (1915 - 1968), attore
- Rod Taylor (1930 - 2015), attore australiano naturalizzato statunitense
- Jack Teagarden (1905 - 1964), trombonista e cantante
- Giorgio Tomasini (1909 - 1964), montatore
- Forrest Tucker (1919 - 1986), attore
- Lee Van Cleef (1925 - 1989), attore
- Dick Van Patten (1928 - 2015), attore
- Al Viola (1919 - 2007), chitarrista
- Paul Walker (1973 - 2013), attore e produttore cinematografico
- Claire Whitney (1890 - 1969), attrice
- Fred Willard (1933 - 2020), attore e umorista
- Jess Willard (1881 - 1968), pugile
- Bill Williams (1915 - 1992), attore
- Guinn 'Big Boy' Williams (1899 - 1962), attore
- Marie Wilson (1916 - 1972), attrice
- Scott Wilson (1942 - 2018), attore
- Charles Winninger (1884 - 1969), attore
- John Wooden (1910 - 2010), allenatore di pallacanestro e cestista
- George Zucco (1886 - 1960), attore britannico